# Tatjana Michailowna Welikanowa
Tatjana Michailowna Welikanowa (russisch Татьяна Михайловна Великанова; * 3. Februar 1932; † 19. September 2002 in Moskau) war eine sowjetisch-russische Mathematikerin und Menschenrechtlerin.

## Leben
Welikanowas Vater Michail Andrejewitsch Welikanow war Hydrologe und Hydrodynamiker. Sie studierte an der Lomonossow-Universität Moskau in der Mechanisch-Mathematischen Fakultät mit Abschluss 1954. Darauf arbeitete sie als Lehrerin in einer Dorfschule im Ural.
1957 kehrte Welikanowa nach Moskau zurück und wurde Programmiererin in einem Rechenzentrum.
Welikanowa war verheiratet mit dem Linguisten Konstantin Iossifowitsch Babizki, mit dem sie drei Kinder bekam. Am 25. August 1968 gehörte Babizki zu den sieben Teilnehmern der Protestdemonstration auf dem Moskauer Roten Platz auf dem Lobnoje mesto gegen den Einmarsch der Truppen des Warschauer Paktes in die Tschechoslowakei. Babizki wurde für drei Jahre in die Autonome Sozialistische Sowjetrepublik der Komi verbannt. 1969 gründete Welikanowa mit anderen Bürgerrechtlern die erste Initiativgruppe zur Verteidigung der Menschenrechte in der UdSSR. Ab 1970 organisierte sie die maschinengeschriebene Samisdat-Chronik der laufenden Ereignisse, die seit 1968 regelmäßig erschien. Unter ihrer Leitung wurden 9 Jahre lang etwa 30 Ausgaben herausgebracht. Im Mai 1974 erklärte sie sich mit Sergei Adamowitsch Kowaljow und Tatjana Sergejewna Chodorowitsch öffentlich verantwortlich für die Verteilung der Chronik.
Am 1. November 1979 wurde Welikanowa wegen antisowjetischer Propaganda verhaftet und im August 1980 vom Moskauer Stadtgericht zu 4 Jahren Haft und 5 Jahren Verbannung verurteilt. Die Haft verbrachte sie in Mordwinien und die Verbannung in Mangghystau. Welikanowas Leben in dieser Zeit beschrieb Irina Borissowna Ratuschinskaja in einem Powest (Grau ist die Farbe der Hoffnung, Knaus, 1988, ISBN 3-8135-0622-3).
Während der Perestroika wurde Welikanowa 1987 aus der Verbannung freigelassen. Sie lebte dann in Moskau und arbeitete als Mathematik-Lehrerin in der Schule Nr. 57. Sie verfasste eine Methodik des Mathematik-Unterrichts.